# Vidraformák
A vidraformák (Lutrinae) a menyétfélék családjának egy alcsaládja. Hét nem és tizenhárom ma élő faj tartozik az alcsaládba. A vidrákon látszik, hogy nagyon jól alkalmazkodtak a vízi életmódhoz. Az úszóhártyás láb is ezt mutatja. Főleg halakat, rákokat, kagylókat esznek. A világ minden táján megtalálhatók. Legtöbb fajuk édesvízben él, de van egy-kettő, ami tengerben.

## Rendszerezés
Az alcsalád az alábbi nemeket és fajokat foglalja magában:
- Amblonyx (Rafinesque, 1832) – 1 faj
  - ázsiai kiskarmú vidra (Amblonyx cinereus)

- Aonyx (Lesson, 1827) – 2 faj
  - nagyfogú tömpeujjú-vidra (Aonyx capensis)
  - kongói tömpeujjú-vidra (Aonyx congicus)

- Enhydra Fleming, 1822 – 1 élő faj
  - tengeri vidra (Enhydra lutris)

- Hydrictis (Pocock, 1921) – 1 faj
  - foltosnyakú vidra (Hydrictis maculicollis)

- Lontra Gray, 1843 – 4 faj
  - kanadai vidra (Lontra canadensis)
  - parti vidra (Lontra felina)
  - hosszúfarkú vidra (Lontra longicaudis)
  - déli vidra (Lontra provocax)

- Lutra (Brünnich, 1771) – 2 faj
  - európai vidra (Lutra lutra)
  - japán vidra (Lutra nippon) - kihalt
  - szőrösorrú vidra (Lutra sumatrana)

- Lutrogale (Gray, 1865) – 3 faj
  - simaszőrű vidra (Lutrogale perspicillata)

- Pteronura (Gray, 1837) – 1 faj
  - óriásvidra (Pteronura brasiliensis)